# Pieter Dixon
Pas d'image ? Cliquez ici

a Compétitions nationales et continentales officielles uniquement.

Dernière mise à jour le 11 août 2019.
Pieter Dixon, né le 17 octobre 1977 à Salisbury en Rhodésie (aujourd'hui Harare au Zimbabwe), est un joueur zimbabwéen naturalisé sud-africain de rugby à XV. Il joue au poste de talonneur.

## Biographie
En 2000, il est appelé en équipe d'Afrique du Sud pour la première et unique fois de sa carrière pour la tournée de fin d'année des Springboks qui affrontent l'Argentine, l'Irlande, le pays de Galles et l'Angleterre. Il ne connaît toutefois pas sa première cape à cette occasion.
À l'âge de 34 ans, après 155 matchs joués avec Bath, Pieter Dixon quitte le club à la fin de la saison 2011-2012, alors qu'il avait rejoint celui-ci en 2005.
Il décide alors de prendre sa retraite sportive. Cependant, il revient sur cette décision quelques mois plus tard et fait son retour en Afrique du Sud lorsqu'il s'engage avec les Natal Sharks.

## Palmarès
- Bath
  - Vainqueur Chalenge européen en 2008